# Tafetán

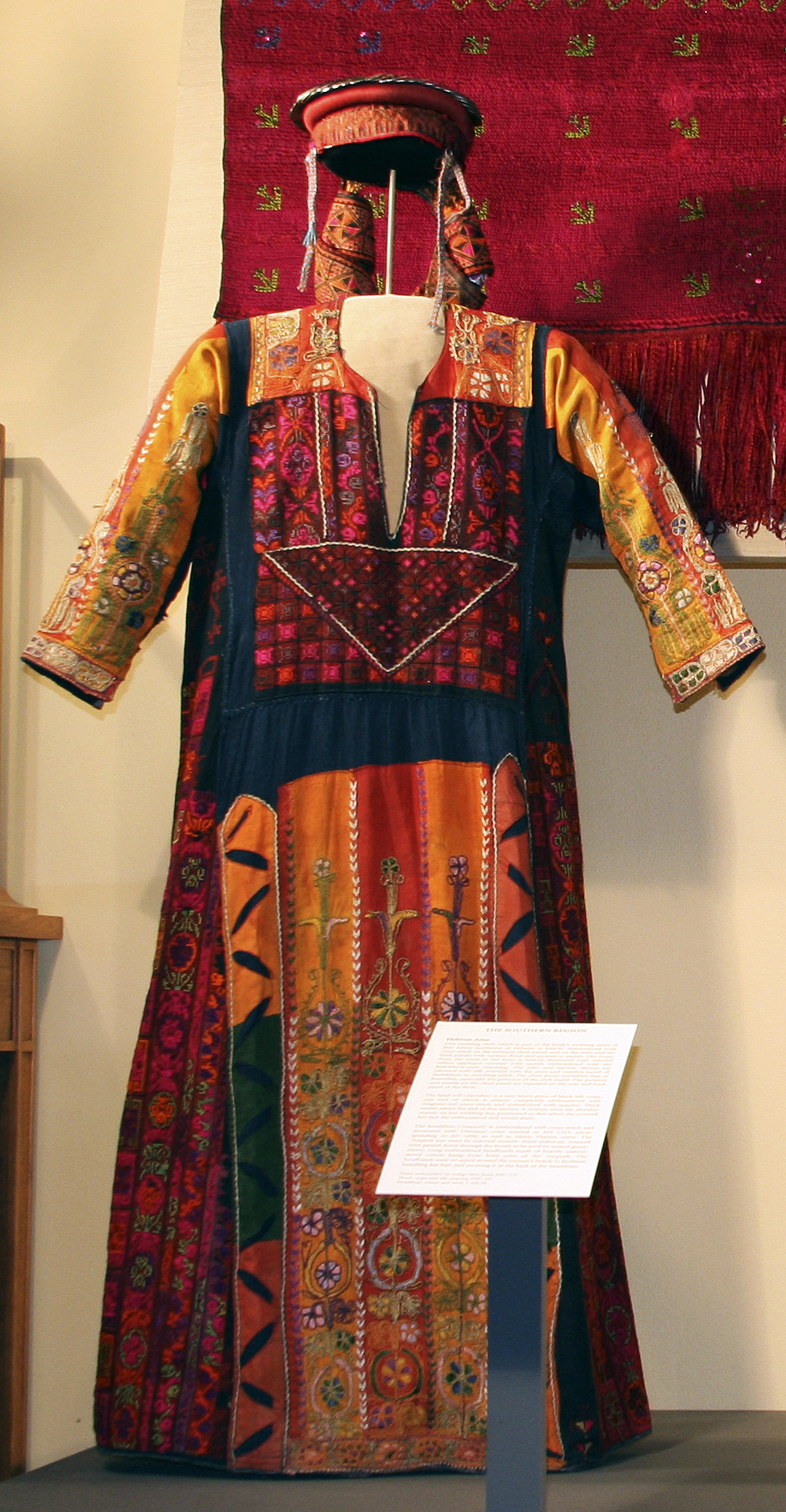
Traje con colorido tafetán al frente.

Tafetán es un tipo de ligamento para crear tejido , formado de un cruzamiento de hilos pares de la urdimbre por un hilo de la trama y un cruzamiento de hilos impares de la urdimbre por otro hilo asimismo de la trama. El consumo del tafetán es grande, sobre todo en negro, y sus aplicaciones en colores son muchísimas. Se fabrica en todos los países donde existe la industria sedera. Al principio se utilizaba solo seda pero con el tiempo se fueron haciendo mezclas con algodón, rayón y lana. El nombre de tafetán se deriva del persa taftah que significa «paño de seda» y también «vestido de hilo».
El tafetán de seda se caracterizaba por el satinado y por su sonido crujiente por los añadidos de sales metálicas.
En el comercio se distinguen varias clases de tafetanes con los nombres de tafetán sencillo, tafetán doble —es aquel que tiene ligamento de esterilla—, tafetán glacé, tafetán de lustre, tafetán de tacto, etc., si bien estas calidades no se diferencian del simple tafetán más que en el número de hilos, de la urdimbre si son sencillos o dobles, de la trama si es a dos, tres o más cabos y si es de seda suplir o cocida, etc.

## En la literatura y la historia
«Patria de los tafetanes y caballucos...» Así describe Benito Pérez Galdós, en su novela Doña Perfecta, la población imaginaria en la que se desarrolla la trama, Orbajosa —«pequeña ciudad levítica», en la definición de Casalduero—- La metáfora galdosiana asocia el “tafetán” a las mujeres, y a los campesinos de aspecto brutal con el apodo del personaje Caballuco, coprotagonista de la novela.
También aparece el tafetán en un documento histórico español, el expediente penal de Mariana Pineda, detenida, juzgada y ejecutada por haberse encontrado en su casa «el signo más decisivo y terminante de un alzamiento contra la soberanía del Rey N.S. y su gobierno monárquico y paternal». El signo se describía así en dicho documento:

tres letreros escritos con encarnado en papel al parecer de marquilla, que dicen: el uno, Igualdad; Libertad, el otro, y el tercero, Ley, y 13 letras cortadas de papel marquilla, y son L, I, T, A, D, Y, G, V, A, D, J, E, J,, todas mayúsculas, [y un] tafetán morado del ancho de dos paños y largo algo más de dos varas y tercia con un triángulo verde en medio, y en un lado de él, bordadas de carmesí, las letras mayúsculas B, E y embastada de cartón, una R; en otro lado de él, también bordadas de carmesí, las letras mayúsculas, A, L, y a medio bordar, una D; y en las orillas del largo de dicho tafetán, como en medio de él, dos pedazos de vando embastado... [todo lo cual tenía] la forma de una bandera que sirviese de señal o alarma para un Gobierno revolucionario

Además el Tafetán es mencionado en Las Aventuras de Sherlock Holmes en el capítulo primero de la Copia de las Memorias de John Watson Ex Médico Mayor del Ejército Inglés, perteneciente a las publicaciones de Sherlock Holmes.

—!Es usted un repertorio viviente de crímenes! —exclamó Stamford, riendo—. ¿Por qué no publica una memoria que se titule Anales judiciales del tiempo pasado?

—No crea usted que no sería interesante —murmuró Sherlock Holmes, pegándose un tafetán a la cisura que se había hecho en el dedo.